# Stensböle
Stensböle (finska: Kivikko) är en stadsdel i Mellungsby distrikt i Helsingfors. 
Byggnationen i Stensböle började på 1990-talet fortsatte under 2000-talet. Det bor många barnfamiljer i Stensböle och andelen invandrare hör till de högsta i Helsingfors, 14 procent. Tidigare var området mestadels ett obebyggt skogsområde där Malms skjutbana fanns väster om Gårdsbacka. Längs med Lahtisleden ligger ett arbetsområde.

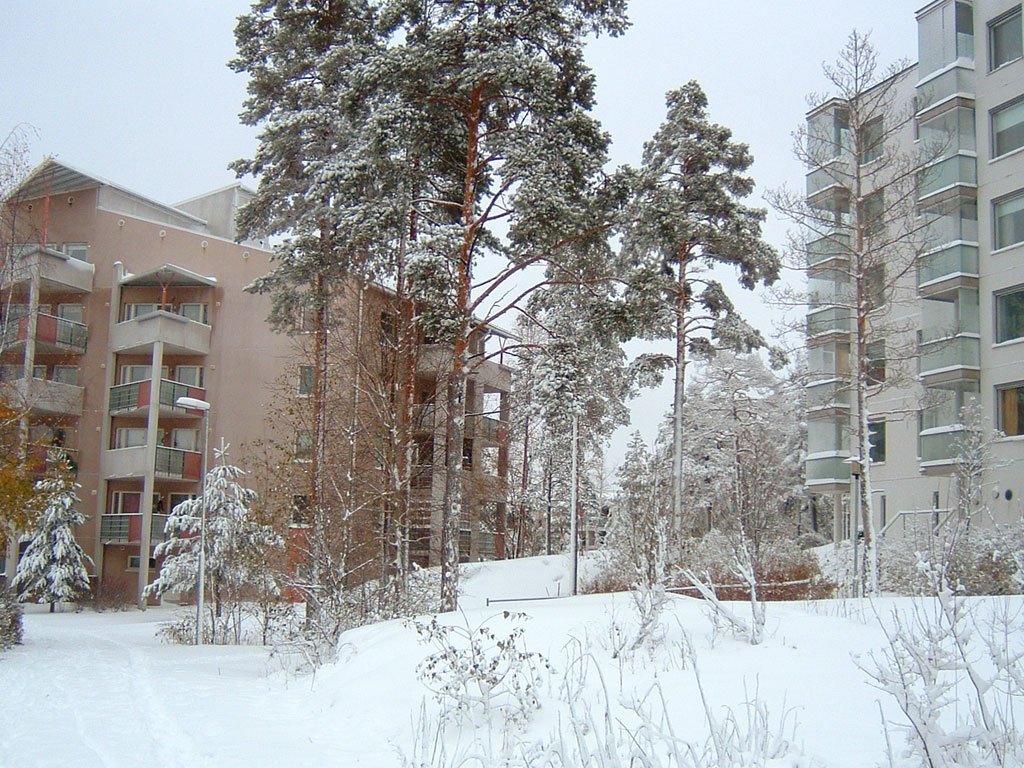
Höghus i Stensböle